# Datamile
En datamile er en længdeenhed, der bruges indenfor radarteorien. En international sømil er  1.852 meter (oprindeligt defineret ud fra et bueminut ved ækvator). En sømil er lig ca 6.076 fod, og sandsynligvis i et forsøg på at indføre en mere 'rund' størrelse, er en datamile defineret som 6.000 fod præcis (ca 1.828,8 m eller 0,987 sømil). 

## Relaterede begreber
Radarmile
 Der er for få eller ingen kildehenvisninger i denne artikel, hvilket er et problem. Du kan hjælpe ved at angive troværdige kilder til de påstande, som fremføres i artiklen.